# Formula–1 portugál nagydíj

Algarve International Circuit

Autódromo do Estoril

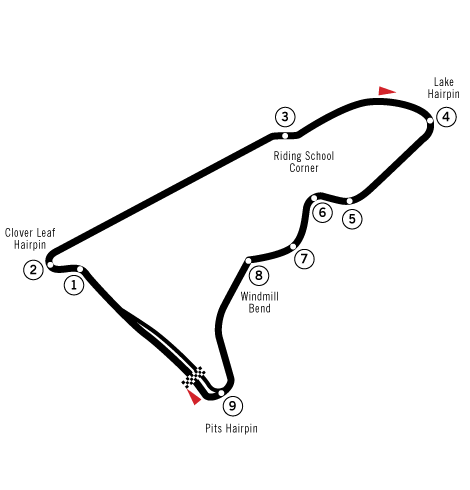
Monsanto Park

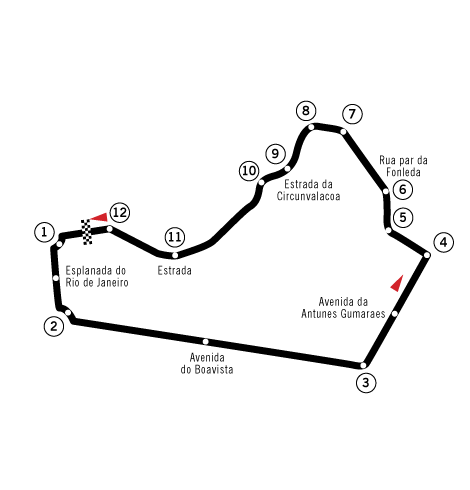
Circuito da Boavista

Az első Formula–1 portugál nagydíjat (Grande Premio de Portugal) 1958. augusztus 14-én rendezték meg a portói Circuito da Boavista pályán, ahol 1951-től 1957-ig portugál nagydíj néven már szerveztek autóverseny-futamot, amely az 1956-os év kivételével minden évben megrendezésre került, eltekintve két alkalomtól (1954 és 1957), amikor a Lisszabon melletti Monsanto Park adott otthont a versenynek, csakúgy mint az 1959-es, immár Formula–1-es nagydíjnak. 1961 és 1983 között a futam nem szerepelt a Formula–1 versenynaptárában, de 1964-től 1966-ig háromszor rendeztek Formula–3-as nagydíjat Cascais-ben. 
A portugál nagydíj visszatérésében szerepet játszott az 1972-ben épült Autódromo do Estoril megnyitása. Estorili nagydíj néven az 1970-es években a pálya egyike volt a Formula–2 Euroszériájának. 1984-ben Portugália ismét helyet kapott a Formula–1 versenynaptárában. Az évad utolsó versenyeként rendezték meg október 21-én, melyet ugyan Alain Prost nyert meg, de fél ponttal lemaradva elveszítette a világbajnokságot Niki Laudával szemben. A nagydíj időpontját 1985-ben tavaszra, április 21-ére határozták meg, és a futam heves esőzés alatt zajlott, mégis kedvező volt Ayrton Senna számára, hogy megnyerje első Formula–1-es versenyét. A nagydíj 1986-tól kezdve minden évben szeptember utolsó előtti hétvégéjén került megrendezésre.
Senna és Roland Ratzenberger 1994-ben, Imolában bekövetkezett halála után a már veszélyes és elavult estorili pályát átépítették, melynek köszönhetően biztonságosabbá vált. Az utolsó portugál nagydíjat 1996-ban tartották, és Jacques Villeneuve győzelmével ért véget.
2020-ban beugró pályaként Portimão érkezett a Formula–1-be, miután az év elején kialakult koronavírus-járvány miatt számos eredetileg tervezett versenyt törölni kellett és helyettük új futamok megrendezése vált szükségessé. 2021-ben a portugál futam ismét megrendezésre került Portimãoban, mivel a vietnámi nagydíjat nem rendezték meg 2021-ben sem belpolitikai okok miatt, ezért a helyére a portugál nagydíj került be a versenynaptárba.
| Év         | Győztes versenyző  | Győztes konstruktőr | Pálya         | Riport        |
| ---------- | ------------------ | ------------------- | ------------- | ------------- |
| 2021       | Lewis Hamilton     | Mercedes            | Portimão      | Riport        |
| 2020       | Lewis Hamilton     | Mercedes            | Portimão      | Riport        |
| 1997 –2019 | Nem rendeztek      | Nem rendeztek       | Nem rendeztek | Nem rendeztek |
| 1996       | Jacques Villeneuve | Williams-Renault    | Estoril       | Riport        |
| 1995       | David Coulthard    | Williams-Renault    | Estoril       | Riport        |
| 1994       | Damon Hill         | Williams-Renault    | Estoril       | Riport        |
| 1993       | Michael Schumacher | Benetton-Ford       | Estoril       | Riport        |
| 1992       | Nigel Mansell      | Williams-Renault    | Estoril       | Riport        |
| 1991       | Riccardo Patrese   | Williams-Renault    | Estoril       | Riport        |
| 1990       | Nigel Mansell      | Ferrari             | Estoril       | Riport        |
| 1989       | Gerhard Berger     | Ferrari             | Estoril       | Riport        |
| 1988       | Alain Prost        | McLaren-Honda       | Estoril       | Riport        |
| 1987       | Alain Prost        | McLaren-TAG         | Estoril       | Riport        |
| 1986       | Nigel Mansell      | Williams-Honda      | Estoril       | Riport        |
| 1985       | Ayrton Senna       | Lotus-Renault       | Estoril       | Riport        |
| 1984       | Alain Prost        | McLaren-TAG         | Estoril       | Riport        |
| 1961 –1983 | Nem rendeztek      | Nem rendeztek       | Nem rendeztek | Nem rendeztek |
| 1960       | Jack Brabham       | Cooper-Climax       | Boavista      | Riport        |
| 1959       | Stirling Moss      | Cooper-Climax       | Monsanto      | Riport        |
| 1958       | Stirling Moss      | Vanwall             | Boavista      | Riport        |